# Guelma

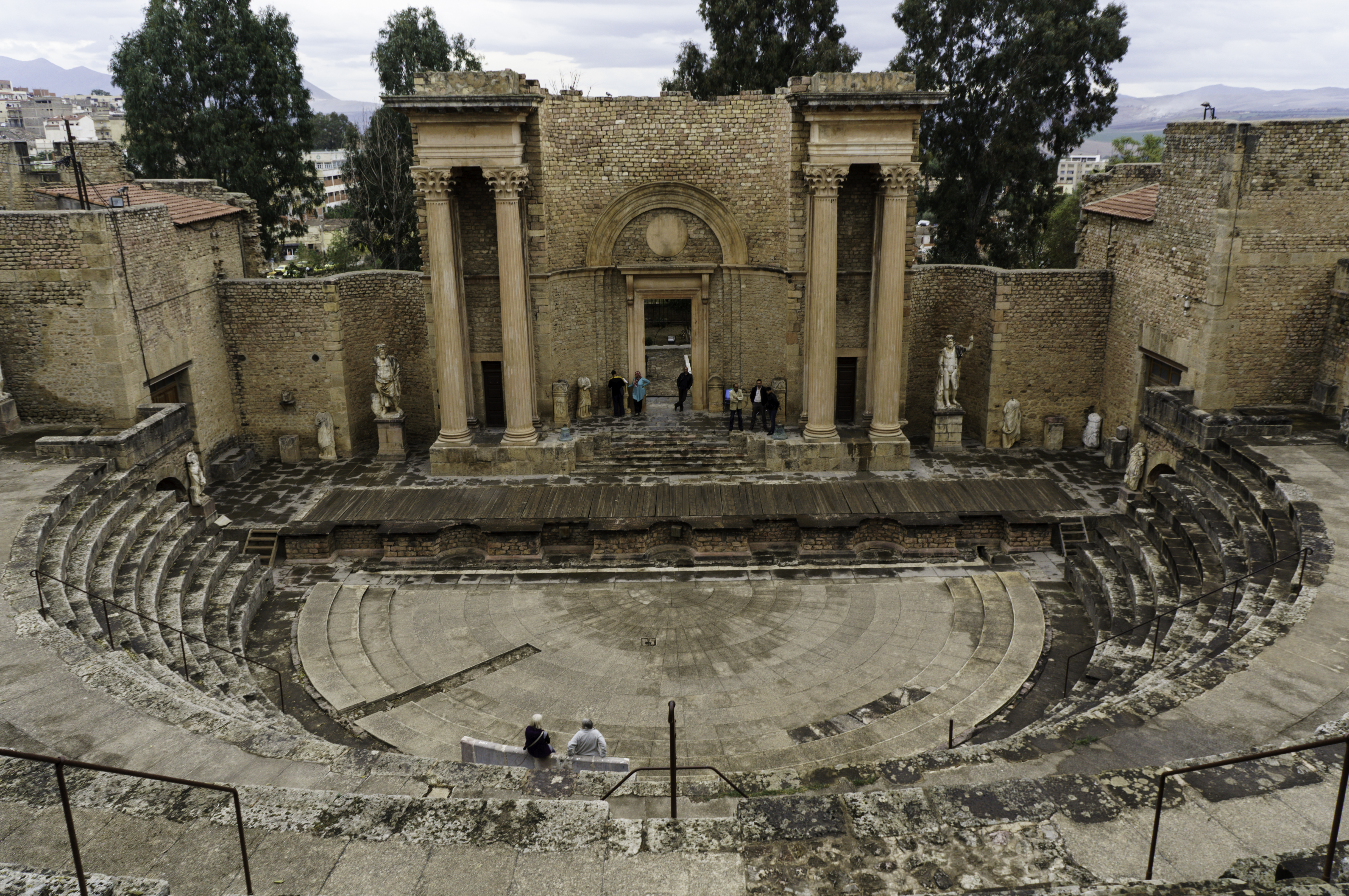
Teatro romano di Calama

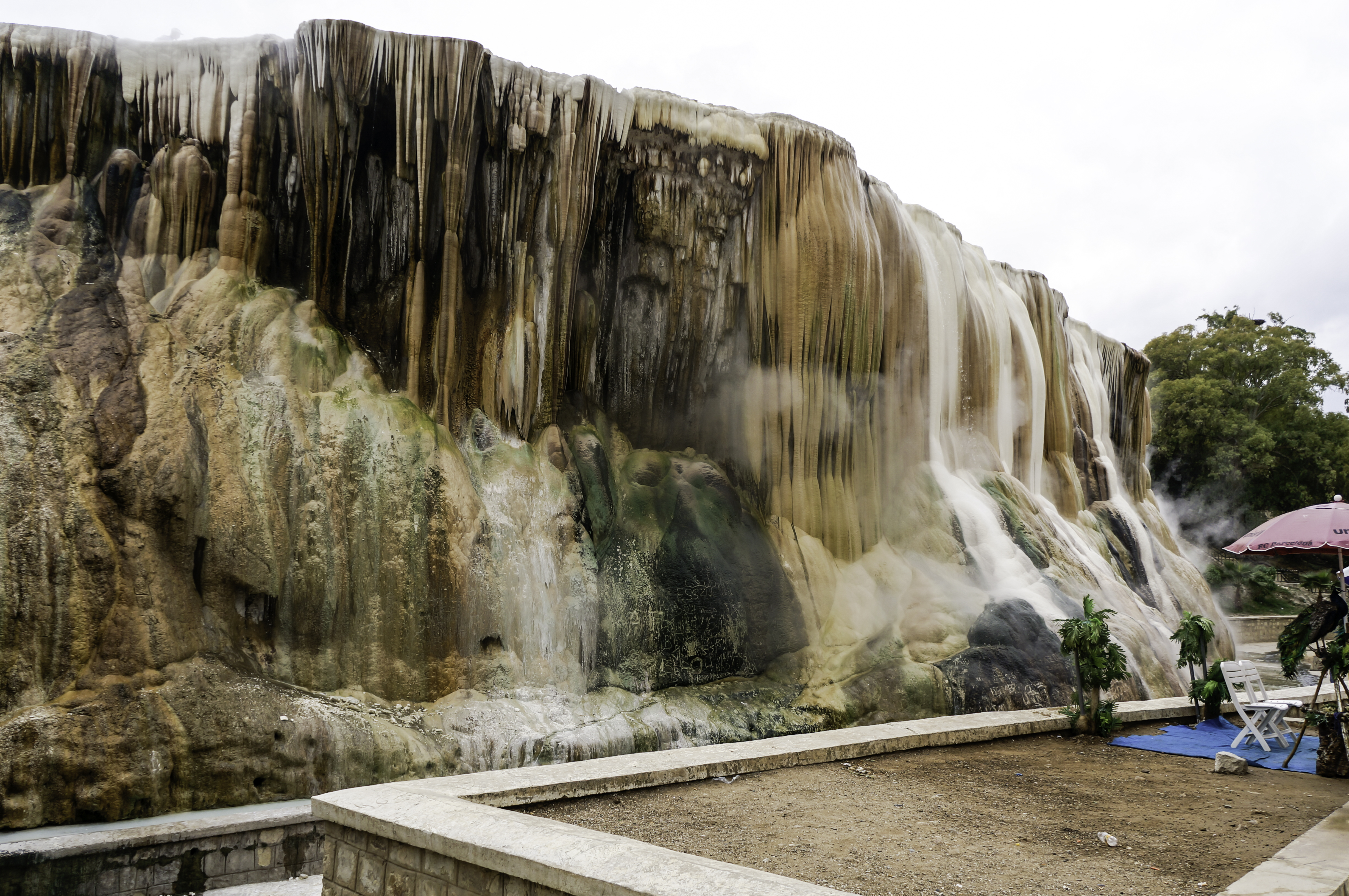
Sorgenti termali

Guelma (in arabo قالمة) è una città dell'Algeria, capoluogo della provincia, del distretto e della municipalità omonimi. Si trova nell'Algeria nordorientale, a circa 65 km dalla costa.
Nell'antichità era nota come Calama, ed è nota per i resti dell'antico teatro romano e per le sue sorgenti termali.

## Storia
Fu fondata dai Fenici, che la chiamarono Malaca, probabilmente una parola fenicia che significa “sale” (condividendo un'etimologia comune con la città spagnola di Málaga). In seguito, i Romani si insediarono nella zona e la ribattezzarono Calama, parte della provincia romana di Numidia. Calama prosperò durante l'ascesa del cristianesimo; San Possidio fu vescovo di Guelma nel V secolo.
In seguito, l'invasione dei Vandali devastò la zona. Quando i Bizantini si insediarono nella zona, costruirono delle mura per proteggere la comunità da ulteriori invasioni e inclusero la città nell'esarcato d'Africa. Tuttavia, dopo il successo della conquista islamica dell'attuale Algeria, l'area fu a lungo abbandonata come insediamento stanziale, situazione che si protrasse per secoli, anche durante la dominazione ottomana.
Nel 1836, durante l'invasione e la colonizzazione francese dell'Algeria, l'area dell'odierna città fu occupata dalle truppe del generale Bertrand Clausel. Il 17 giugno 1854 fu istituito il comune di Guelma. Intorno alle rovine romane si sviluppò rapidamente una città moderna, prima all'interno delle mura bizantine restaurate, poi anche all'esterno delle mura, che continuarono a funzionare anche in questo periodo. Si sviluppò anche vicino alla ferrovia, che attraversava la città da ovest a est. Il teatro romano di Guelma fu restaurato nel 1905 sotto il governo del sindaco M. Joly. In questo periodo in città viveva un'alta percentuale di coloni europei, sostenuti dalla politica coloniale francese.
Durante il massacro di Sétif dell'8 maggio 1945, numerosi coloni furono uccisi. Dopo l'indipendenza dell'Algeria gli abitanti di origine europea o ebraica abbandonarono Guelma.